# Xã Hancock, Quận Carver, Minnesota
Xã Hancock (tiếng Anh: Hancock Township) là một xã thuộc quận Carver, tiểu bang Minnesota, Hoa Kỳ. Năm 2010, dân số của xã này là 345 người.